# Chloroscypha
Chloroscypha is een geslacht van schimmels behorend tot de familie Gelatinodiscaceae. De typesoort is Chloroscypha seaveri.

## Soorten
Volgens Index Fungorum telt dit geslacht 16 soorten (peildatum december 2021):
| Soortnaam                                     | Auteur(s)                     | Publicatiejaar |
| --------------------------------------------- | ----------------------------- | -------------- |
| Chloroscypha alutipes                         | (W. Phillips) Dennis          | 1964           |
| Chloroscypha cedrina                          | (Cooke) Seaver                | 1938           |
| Chloroscypha chamaecyparidis                  | (Sawada) Tak. Kobay.          | 1965           |
| Chloroscypha chloromela                       | (W. Phillips & Harkn.) Seaver | 1931           |
| Chloroscypha cryptomeriae                     | Terrier                       | 1952           |
| Chloroscypha enterochroma                     | (Peck) Petrini                | 1982           |
| Chloroscypha fitzroyae                        | Butin                         | 1984           |
| Chloroscypha flavida                          | (Kanouse & A.H. Sm.) Baral    | 2013           |
| Chloroscypha jacksonii                        | Seaver                        | 1931           |
| Chloroscypha limonicolor                      | (Bres.) Dennis                | 1964           |
| Chloroscypha pilgerodendri                    | Butin                         | 1984           |
| Chloroscypha platycladi                       | Y.S. Dai                      | 1992           |
| Chloroscypha sabinae (Jeneverbesmoorschijfje) | (Fuckel) Dennis               | 1954           |
| Chloroscypha seaveri (Thujamoorschijfje)      | Rehm ex Seaver                | 1931           |
| Chloroscypha thujopsidis                      | (Sawada) Tak. Kobay.          | 1965           |
| Chloroscypha xinjiangensis                    | F. Ren & W.Y. Zhuang          | 2016           |